# Fecalom

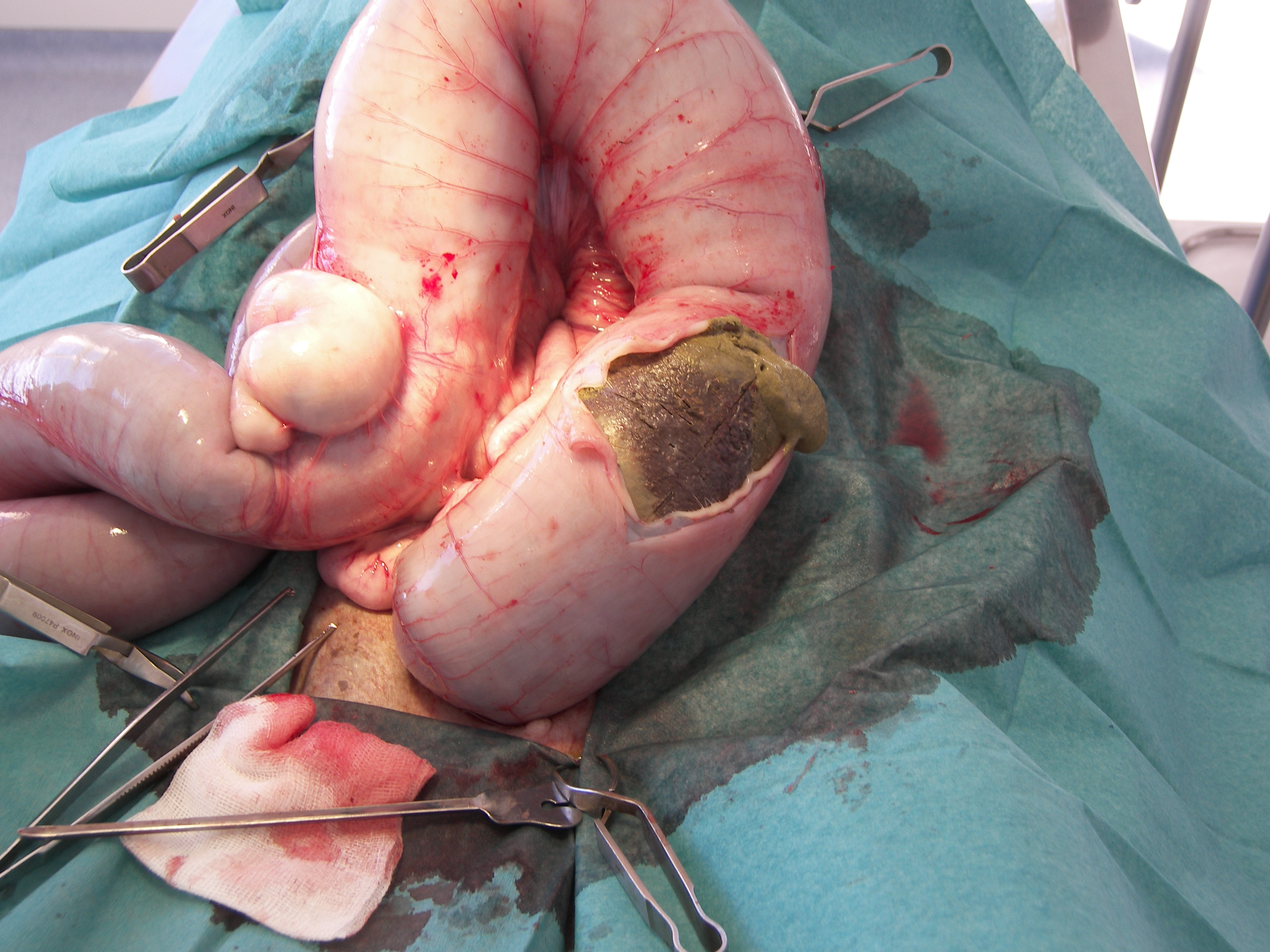
Colon de câine operat pentru extragerea unui fecalom

Fecalom (sinonime: fecalit, coprom, stercorom, scatom, bol fecal) este un termen medical care desemnează o masă voluminoasă mare, tare, constituită din materii fecale deshidratate care stagnează în ampula rectală.
Un fecalom se formează cel mai des la bolnavii imobilizați la pat. El poate urca până în colonul stâng care la palpare dă impresia de tumoare abdominală. Fecalomul provoacă o constipație intensă și dureroasă. Evacuarea fecalomului necesită spălaturi, asociate sau nu cu o fragmentare manuală sau instrumentală a fecalomului.
Uneori, scaunul din spatele blocajului, produs de fecalom, se scurge în jurul acestuia, provocând murdărie sau diaree. Deși condiția este tratabilă, aceasta poate provoca ruperea rectului sau chiar moartea țesutului.
Sâmburii de cireșe sau cojile de semințe de floarea soarelui, înghițite în cantități mari, pot forma uneori un fecalom imens, foarte dur, aderat corp străin oprit în rect, producând chiar fenomene de sub-ocluzie.
Cea mai gravă complicație este perforația stercorală urmată de septicemie, apoi diverticulita, apendicita, ulcerații (ulcer stercoral) în zonele de contact fecalom-mucoasă, care pot genera sângerări minore dar repetate, dilatare considerabilă a ampulei rectale și a colonului sigmoidian, volvulus intestinal, megacolon, obstrucție rectală, compresie pe uretere sau vezică, angulația uretrei cu obstrucție urinară.

## Prevenția
Formarea fecalomului se poate evita prin măsuri dietetice, cum ar fi consumul crescut de fibre alimentare din fructe și legume proaspete, cereale și tărâțe de grâu întreg, care duc la un tranzit intestinal normal. Creșterea consumului de lichide ajută la ușurarea trecerii scaunului. Ar trebui, totuși, să fie evitate unele băuturi, cum ar fi ceaiul și cafeaua, deoarece acestea conțin cofeină, care poate duce la deshidratare și constipație ulterioară și afectarea intestinelor.